# Alfredo Camisa
Alfredo Camisa (Bologna, 1º settembre 1927 – Pescia, 7 agosto 2007) è stato un fotografo italiano.

## Biografia
Nato a Bologna, si trasferisce in Toscana dove studia chimica all'università. Nel 1954  si trasferisce a Milano e lavora come chimico per l'Agip. Attivo come fotografo in Italia tra il 1953 e il 1961, ha contribuito in modo rilevante ed irreversibile alla storia della Fotografia Italiana. La sua opera è stata riscoperta - ai livelli che certamente meritava sin dagli anni '50 - in epoca recente, tanto che la Federazione Italiana Associazioni Fotografiche lo ha insignito nel 2002 del titolo di Maestro Fotografo Italiano e gli ha dedicato una monografia.
Ha partecipato con successo a numerosissime mostre ed esposizioni Nazionali ed Internazionali, ha contribuito all'accrescimento della cultura fotografica Italiana ed ha pubblicato numerosi libri e contributi fotografici (fra le tante Photography Year Book negli anni dal 1957 al 1962, Foto Annuario Italiano 1958, Lo Stretto di Messina e le Eolie per il Touring Club Italiano 1960, Italia: 100 Anni di Fotografia per Alinari 1980)
La maggior parte delle sue fotografie, soprattutto nel periodo iniziale della sua attività, appaiono orientate al formalismo, alla ricerca sulla composizione e sui toni. La produzione più conosciuta del Maestro, cioè quella del ritratto e della figura ambientata, viene assai spesso impropriamente (almeno nel suo caso) definita neorealista. Dopo un inizio di grande successo a seguito della pubblicazione su "Il Mondo" di Panunzio di alcune fotografie della serie Ritratti, Sud e Africa, il Maestro raccoglie numerosi riconoscimenti, ma si trova di fronte alla scelta - all'epoca assai difficile - se rendere la sua arte anche una professione o meno.
Di fronte a questa scelta il Maestro assume una scelta di responsabilità, come lui stesso la descrive:
"Vi sono fotografi che scattano le loro immagini con le dita e con l'occhio, altri che lavorano con il cervello e con il cuore. La mia fugace presenza nella Fotografia Italiana credo mostri abbastanza chiaramente quale sia stata, sin dall'inizio, la mia “scelta di campo”. Giunto poi fatalmente - come altri miei amici o colleghi - al bivio della scelta fra dilettantismo e professionismo, mi resi conto che lavorare nell'unico modo al quale ero abituato - e nel quale mi consideravo realizzato, per mia cultura e per forma (o deformazione) mentale - non mi avrebbe prosaicamente permesso di risolvere il problema del pane quotidiano, a breve e medio termine almeno. La via del lavoro alle dipendenze di qualche editore, ammesso che ve ne fosse qualcuno disponibile, suonava d'altra parte troppo “prostituzione” ad un giovane come me, ancora imbevuto dagli ideali post-resistenziali, convinto assertore matteiano del riscatto del Sud, lettore - a Milano - de “La Stampa” di Torino, affascinato dal “FRANGAR NON FLECTAR” del suo sottotitolo (poi perduto per strada negli anni del grande compromesso politico).
E così mi imposi di lasciare, di uscire dalla “full immersion” fotografica prima di esserne completamente sommerso, e prima che la scelta (pro fotografia o del proseguimento della convivenza) potesse divenire irreversibile e pregiudicare il mio “privato”. L'incalzare degli impegni di lavoro (doppio trasferimento al Sud) e le conseguenti delusioni ideologiche sul fallimento di qualsiasi iniziativa industriale e sulle utopie del riscatto meridionale fecero il resto. La decisione mi costò. Mi costò moltissimo per la dedizione e l'impegno che avevo dedicato alla fotografia. Tempo profuso a piene mani, sottratto ad altri doveri certamente più importanti, di cui solo ora a 50 anni di distanza, si intravede qualche segno di riconoscimento ed apprezzamento. La decisione fu drastica ed irrevocabile. Allora fu dolorosa, ma giusta. Ne uscii deluso, ferito, ma non pentito. Oggi… Oggi forse sarebbe tutto diverso, (e l'apporto delle tecniche digitali avrebbe certamente fornito un proprio contributo). Alfredo Camisa.
Alcuni fotogrammi della serie “Mondine”, alcuni ritratti già carichi di personalità e contenuti innovativi hanno fornito un contributo determinante ed irreversibile allo sconvolgimento delle convenzionali ed arretrate tematiche dominanti nella fotografia italiana di quegli anni.
Ne è nata una “Nuova Fotografia Italiana” più al passo con i tempi alla quale Camisa ha apportato il suo sostanziale contributo. Né va dimenticata la sua schiva ed operosa attività di collegamento e promozione culturale del lavoro di amici e innovatori della fotografia come Branzi, Giacomelli e Monti. (Brani adattati dal volume "FIAF 2002 Alfredo Camisa, Maestro Fotografo Italiano".)